# 莊武男

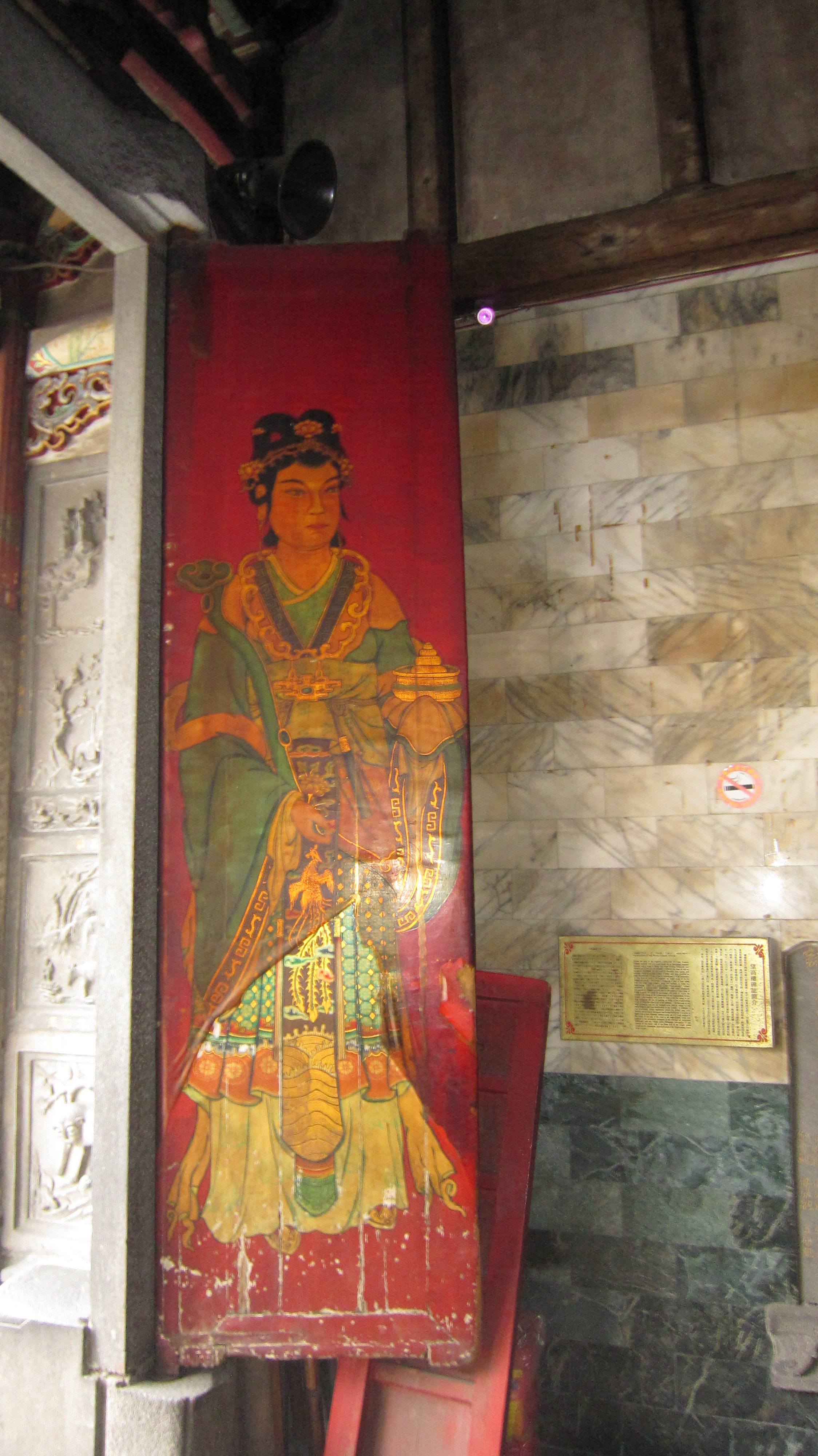
莊武男繪製的淡水福佑宮門神

莊武男（1942年—），落款「莊文星」，別稱「阿男師」，是一位出身臺灣臺北淡水的宗祠及寺廟建築彩繪師及石獅蒐藏家。

## 生平
1942年（昭和17年），莊武男出生於臺北州淡水郡淡水街下圭柔山附近；他是家中六個孩子中最晚出生者，他的父親是來自新竹州桃園郡的農民莊金榜。童年時，他喜好四處活動。太平洋戰爭末期，因淡水港附近成為空襲目標，他與家人經常在白天躲進防空洞，又在晚上睡在防空壕。
國小三年級後，他開始成日於當地海邊釣魚、捕蟹和撈海菜，又幫家裡放牧牛隻。畢業自興仁國校（後為「新北市淡水區興仁國民小學」）後，他沒繼續升學，先入臺北城內「光美五金行」送貨，但又常打架鬧事。1958年，因堂姊嫁給「阿蚶師」洪寶真之子洪詩榮，他在大伯莊登貴介紹下赴新莊向洪寶真拜師，成為其最後關門弟子之一。
此後，莊武男一邊幫堂姊照顧小孩，一邊幫師父挑水劈柴、扛木架和調松香，並在每夜想辦法擠出時間練習師父所傳授的技藝。1961年，洪寶真突然逝世，莊武男因而開始獨自接受委託，並開始靠大量「對場」磨練增進臨場彩繪能力。
不斷奔忙臺灣各地對場下，莊武男的能力、精神與氣度都獲得增長，「對場常勝軍—阿男師」的名號也開始在業界大量流傳。
1986年，莊武男幫一位尼姑擔任其新臺幣400萬元貸款的連帶保證人，隨後因該尼姑友人逕自攜款離開而遭波及；當時，他一度焦急到頭髮發白，並靠著變賣蒐藏數年的古董石獅度過難關，也從此在「石獅收藏界」闖出名聲，與新萬仁公司創辦人林添如、東帝士集團副總裁高建文、鴻禧集團董事長張秀政等人進行交易，歷年累積超過新臺幣1億元的交易金額。
1993年2月，莊武男在淡水瓦磘坑開始建造占地2000多坪的私人莊園「錦繡莊」，以展示擺放石雕等文物。

## 家庭
莊武男因主繪淡水三民街口池府王爺廟，與該廟主委陳家興（曾連任3屆臺北縣議員）之女陳淑純相識，並於1966年結婚。

## 代表作品
- 陽明山中山樓
- 關渡宮
- 三峽祖師廟
- 淡水龍山寺
- 國立歷史博物館（門神）
- 艋舺龍山寺（前殿右邊、6人對場作品）[7]
- 泰國林氏宗祠
- 金山慈護宮
- 大龍峒保安宮（後殿）
- 松山慈惠堂（中殿與後殿）[2]
- 金門古崗樓[5]
- 板橋潮和宮（門神）[8]
- 淡水福佑宮門神[9]
- 南港後山陂王厝永安居（公媽廳兩側壁畫）

## 軼事
- 1983年，林燈前往淡水委託莊武男替「全國林姓宗廟」繪製大圖，他隨後迅速以炭筆完成草稿，又在落款時將林燈之名以較小字體寫在落款後，林燈因而屢屢感到憤怒；莊武男於是將其落款塗銷，又在文建會於稍後為其攝影紀錄時重新繪製並落款。[2]

## 外部連結
- 莊武男 - 淡水維基館 （页面存档备份，存于）